# Halyzia sedecimguttata
Espèce
Synonymes
- Coccinella sedecimguttata Linnaeus, 1758[1]

Halyzia sedecimguttata, la Grande coccinelle orange, est une espèce d'insectes coléoptères mycophage de la famille des Coccinellidae. Son épithète spécifique sedecimguttata est la contraction de « sedecim » (seize) et « guttata » (tachetée, tachée, mouchetée).
Ne pas confondre avec une autre espèce de coccinelles à 16 points plus petite : Tytthaspis sedecimpunctata (Linnaeus, 1761).

## Description
Halyzia sedecimguttata mesure de 5 à 6 mm de long et est de forme ovale. Les yeux composés sont noirs. Les élytres brun-orangé clair parsemés de points blancs (seize au total ou parfois moins). Les bordures des élytres et du pronotum sont transparents.

## Répartition
Presque la totalité de la zone paléarctique.

## Habitats
Dans les forêts caducifoliées, plus rarement dans les futaies résineuses.

## Mœurs
Visible d'avril à octobre. Elle passe l'hiver sous l'écorce des arbres ou dans la litière forestière. Elle se nourrit des champignons qui infectent les feuilles des plantes.